# Villarcayo de Merindad de Castilla la Vieja
Villarcayo de Merindad de Castilla la Vieja község Spanyolországban, Burgos tartományban. Villarcayo de Merindad de Castilla la Vieja Merindad de Montija, Medina de Pomar, Merindad de Cuesta Urria, Merindad de Valdivielso, Valle de Manzanedo, Merindad de Valdeporres és Merindad de Sotoscueva községekkel határos. Lakosainak száma 4047 fő (2024).

## Népesség
A település népessége az utóbbi években az alábbiak szerint változott:
| Lakosok száma | 3801 | 4031 | 4377 | 4820 | 4859 | 4604 | 4279 | 4097 | 4029 | 4047 |
|               | 2001 | 2004 | 2006 | 2009 | 2011 | 2014 | 2016 | 2019 | 2021 | 2024 |